# Pachycnema flavovittata
Pachycnema flavovittata är en skalbaggsart som beskrevs av Dombrow 1998. Pachycnema flavovittata ingår i släktet Pachycnema och familjen Melolonthidae. Inga underarter finns listade i Catalogue of Life.